# Las Airas
Las Airas (en francès Les Aires) és un municipi occità del Llenguadoc, situat al departament de l'Erau i a la regió d'Occitània.

## Geografia

### Monuments
- Ruïnes del castell de Mourcairol
- Capella de Sant Miquel

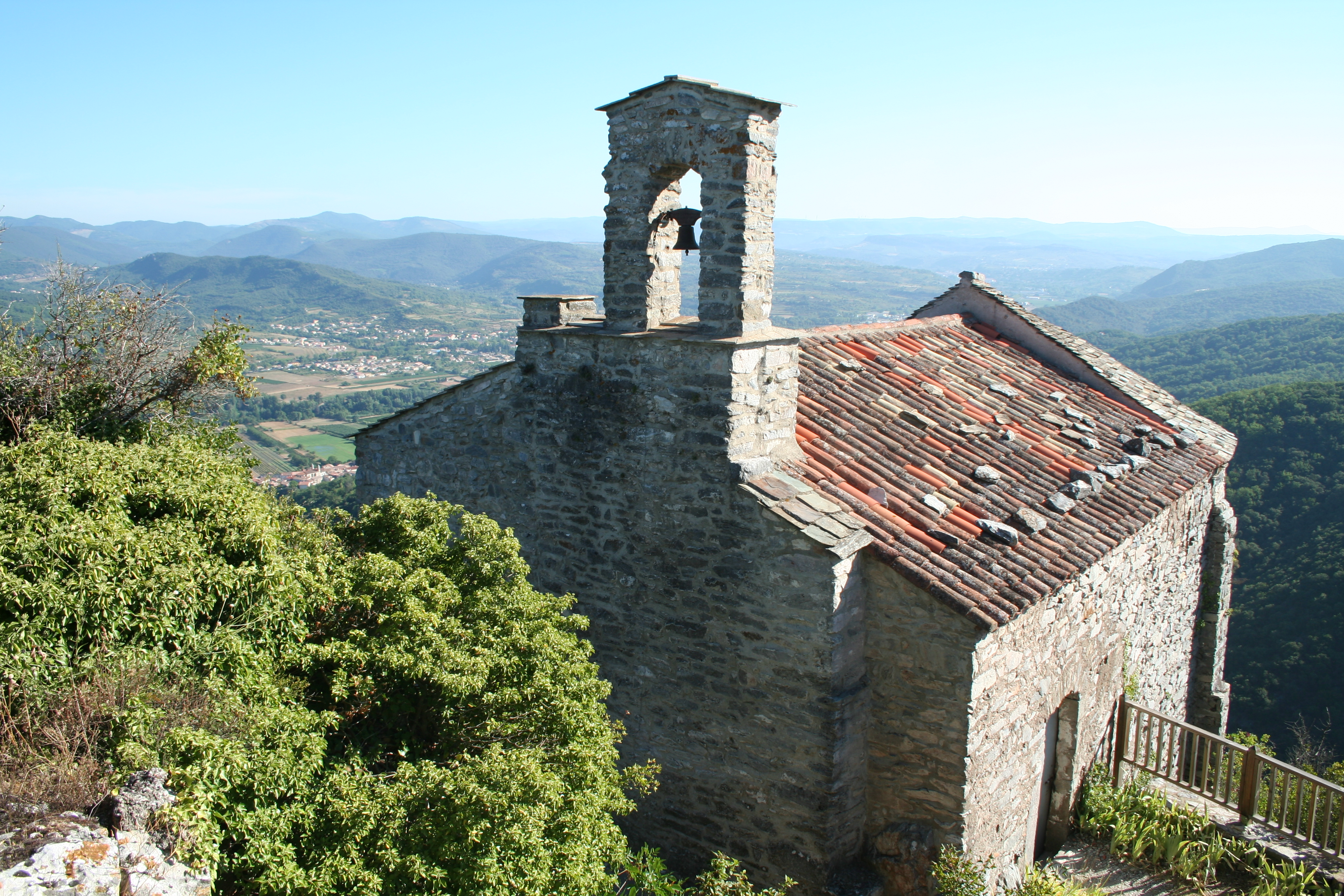
Capella de Sant Miquel

- Secció de l'antiga carretera Béziers-Cahors

## Demografia

Població 1962-2008